# Zorsines
Zorsines foi um chefe da tribo dos siracos, que habitavam próximo ao Cáucaso, e que viveu no tempo do rei do Bósforo Mitrídates III (r. 38–45). Em meados da década de 40, o imperador Cláudio (r. 41–54) destituiu Mitrídates e elevou seu irmão Cótis I (r. 45–63). Mitrídates alistou desertores e homens das tribos locais para tentar reaver seu trono. Dentre eles estava Zorsines, que atacou Cótis e o general Caio Júlio Áquila. Em 49, os romanos superaram os inimigos com promessas de proteção, quiçá com compensação material, e assim asseguraram o apoio dos cavaleiros de Eunones dos aorsos. Com os reforços, Áquila e Cótis atacaram as fortalezas de Mitrídates e Zorsines, com o último sendo obrigado a se render e jurar obediência diante da imagem de Cláudio.